# Igarka
Igarka (rusky Ига́рка) je město okresního významu v Ruské federaci v Turuchanském rajónu v Krasnojarském kraji. Počet obyvatel je 4975 (2016). Město je přístavem na řece Jeniseji a má vlastní letiště.

## Historie
Podle jedné z verzí, dostala Igarka svůj název podle kanálu, na kterém se nachází. Kanál je pojmenován po místním rybáři Jegoru Širajevovi – Jegorka, později zkomoleno na Igarka. Existence této osoby ale není zaznamenána v žádných historických pramenech. 
Kanál Igarka byl poprvé prozkoumán v roce 1740 během tzv. Velké severní expedice Fjodorem Mininem.
Igarka, založená v roce 1929, se stala jedním z prvních sovětských měst v Arktidě a symbolem sovětské vlády v rozvoji severu. Igarka od počátku fungovala jako ukázkový přístav na Jeniseji, který se po desetiletí specializoval na překládku exportního sibiřského dřeva na námořní plavila, která ho exportovala po Severní mořské cestě do zahraničních přístavů.
Igarka byla nejen exportním přístavem, ale také jedním z hlavních ideologických center sovětské propagace. Igarce byly věnovány propagační knihy a neustále ji navštěvovali zahraniční novináři, kteří diskutovali a psali o zářivé budoucnosti sibiřského Archangelsku. Až do 50. let 20. století do Igarky byly deportováni političtí, vojenští a další vězni. Jejich rukama, stejně jako úsilím nadšenců a civilistů, bylo vybudováno město.
Dne 27. července 1962 vypukl ve městě katastrofální požár, tzv. Velký igarský požár, který zničil sklad hotových výrobků místního závodu. Požár se dále rozšířil na město, shořelo 65 bytových a administrativních budov, dva obchody, kancelář rybářského družstva, porodnice, lékárna, jesle, dřevěný most. Po požáru začal velký plán obnovy města.
V letech 1970–1980 se z města každoročně vyexportovalo více než 1,25 milionu metrů krychlových řeziva. Pro dřevo si do přístavu přijíždělo ročně až sto lodí, kapacita námořního přístavu umožňovala obsloužit až 25 velkotonážních lodí najednou.
V roce 1977 bylo zavedeno přímé letecké spojení s Moskvou.
Po rozpadu SSSR přišel pád Igarky. V 90. letech 20. století byla přeprava dřeva z Igarky pomocí říčních plavidel a následně pomocí ledoborců neekonomická a proto prakticky ustala. Většina dřevařských podniků ve městě zkrachovala. Lidé se stěhovali z města. V rekordním roce 1955 ve městě žilo více než 20 tisíc lidí, v roce 1979 jich bylo 16 tisíc a v roce 2020 jen 4319 obyvatel.

## Geografie

### Podnebí
| Igarka – podnebí            | Igarka – podnebí | Igarka – podnebí | Igarka – podnebí | Igarka – podnebí | Igarka – podnebí | Igarka – podnebí | Igarka – podnebí | Igarka – podnebí | Igarka – podnebí | Igarka – podnebí | Igarka – podnebí | Igarka – podnebí | Igarka – podnebí |
| Období                      | leden            | únor             | březen           | duben            | květen           | červen           | červenec         | srpen            | září             | říjen            | listopad         | prosinec         | rok              |
| --------------------------- | ---------------- | ---------------- | ---------------- | ---------------- | ---------------- | ---------------- | ---------------- | ---------------- | ---------------- | ---------------- | ---------------- | ---------------- | ---------------- |
| Nejvyšší teplota [°C]       | 1,2              | 0,7              | 7,2              | 13,3             | 27,8             | 33,6             | 34,0             | 29,4             | 24,8             | 14,6             | 2,5              | 0,0              | 34,0             |
| Průměrné denní maximum [°C] | −22,9            | −20,5            | −11,5            | −3,9             | 3,8              | 15,8             | 21,1             | 17,0             | 8,9              | −2,9             | −16,2            | −20,7            | −2,7             |
| Průměrná teplota [°C]       | −27,2            | −25,1            | −17,3            | −10,0            | −0,7             | 10,7             | 16,0             | 12,6             | 5,5              | −6,0             | −20,2            | −24,8            | −7,2             |
| Průměrné denní minimum [°C] | −31,4            | −29,6            | −23,1            | −16,1            | −5,2             | 5,6              | 10,8             | 8,1              | 2,2              | −9,1             | −24,2            | −28,9            | −11,7            |
| Nejnižší teplota [°C]       | −54,1            | −54,3            | −51,8            | −42,8            | −29,1            | −8,7             | 0,8              | −2,6             | −13,6            | −34,4            | −49,5            | −55,5            | −55,5            |
| Průměrné srážky [mm]        | 32,0             | 28,6             | 28,9             | 30,1             | 30,9             | 54,4             | 47,8             | 69,6             | 54,4             | 61,4             | 44,1             | 42,4             | 524,6            |
| Zdroj: Погода Игарка        |                  |                  |                  |                  |                  |                  |                  |                  |                  |                  |                  |                  |                  |